# Unterwittighausen
Unterwittighausen ist ein Ortsteil der Gemeinde Wittighausen im Main-Tauber-Kreis in Baden-Württemberg.

## Geographie

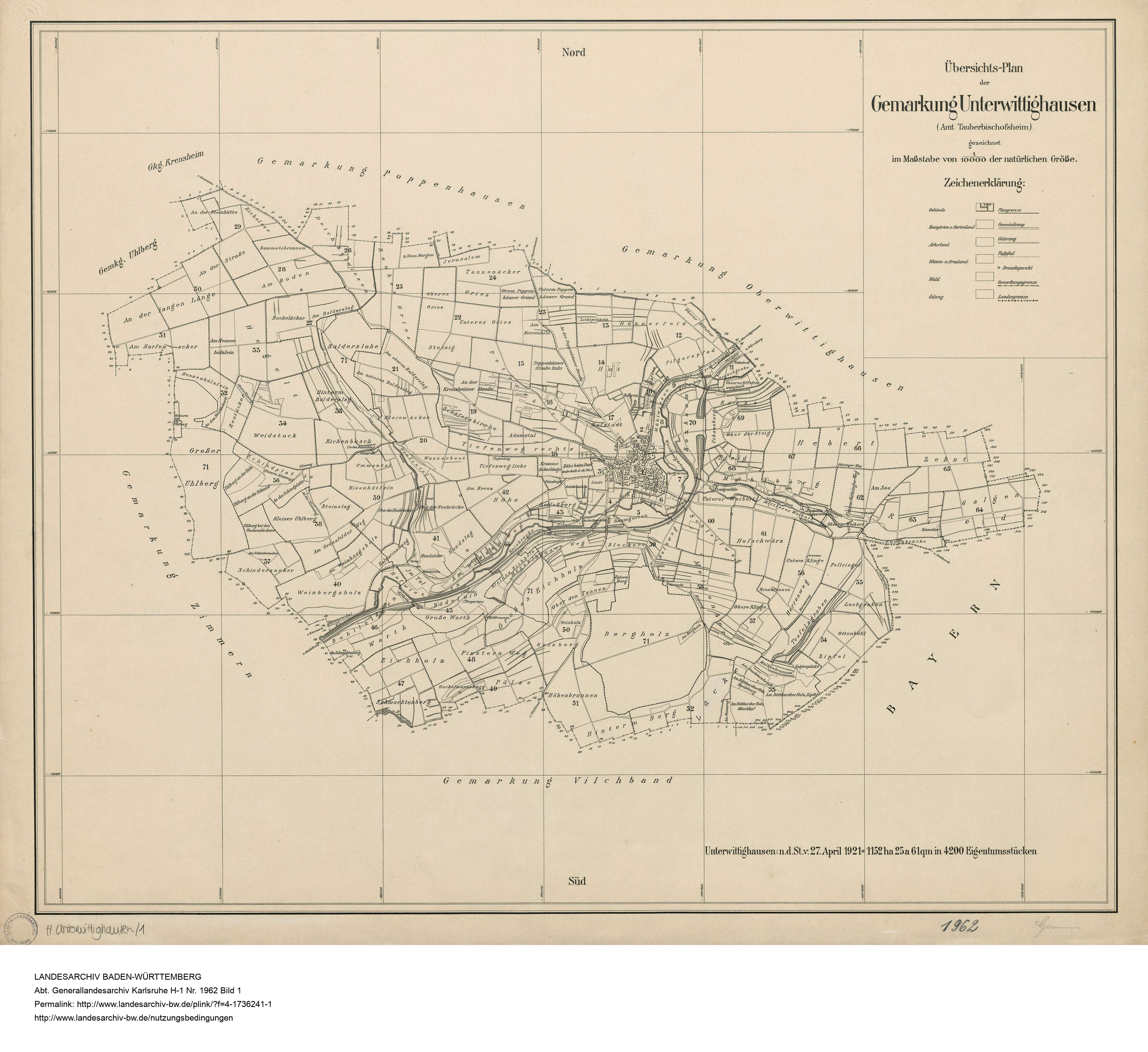
Gemarkung von Unterwittighausen, 1921

Unterwittighausen liegt auf einer Höhe von 240 m ü. NHN. Die Ortsgemarkung umschließt eine Fläche von 1151 ha. Zur ehemaligen Gemeinde Unterwittighausen gehören das Dorf Unterwittighausen (⊙) und die Wohnplätze Langenmühle (⊙), Neumühle (Kasparmühle) (⊙) und Bahnstation Wittighausen (⊙).

## Geschichte

### Dorfgeschichte
Der Ort Unterwittighausen wurde im Jahre 1060 erstmals urkundlich erwähnt und 1243 erstmals „Inferior Witegehusen“ (Unterwittighausen) genannt, im Gegensatz zu „Wittingenhusen superior“ (Oberwittighausen). Im Frühmittelalter befand sich rings um das Bauerndorf eine Mauer, welche durch das obere und untere Tor zugänglich waren. Einen gravierenden Wandel der Dorfstruktur brachte der Bahnbau 1865/1866 mit sich, da sich das Dorf in den Folgejahren immer mehr zu einer gemischten Gemeinde mit circa 200 Pendlern entwickelte. Die Gemeinde Wittighausen wurde am 1. September 1971 im Zuge der Verwaltungsreform durch Vereinigung der beiden damals selbständigen Gemeinden Oberwittighausen und Unterwittighausen gebildet.

### Einwohnerentwicklung
| Jahr | Bevölkerung |
| ---- | ----------- |
| 1961 | 1051        |
| 1970 | 1140        |
| 2016 | 1122        |

Quellen: Gemeindeverzeichnis und Angaben der Gemeinde Wittighausen

## Kultur und Sehenswürdigkeiten

### Bauwerke und Baudenkmale

#### Allerheiligenkirche
Sehenswert ist die nach Plänen von Balthasar Neumann erbaute Barockkirche Allerheiligen.

#### Freilandkreuzweg
Am Weg zur Waldkapelle befindet sich ein Freilandkreuzweg.

#### Weitere Baudenkmale
Die folgenden weiteren Baudenkmale befinden sich auf dem Gebiet von Unterwittighausen:
- Die Dorfmühlenkapelle
- Die Neumühlenkapelle
- Die Waldkapelle